# Харитонов, Александр Евгеньевич (хоккеист)
Алекса́ндр Евге́ньевич Харито́нов (30 марта 1976, Москва) — российский хоккеист. Участник Олимпиады-2006 в Турине в составе сборной России по хоккею.

## Биография
В составе московского «Динамо» двукратный чемпион России (1999/2000, 2004/05), серебряный призёр чемпионата России (1998/99), обладатель Кубка европейских чемпионов (2006).
По итогам сезона 1995/96 высшей лиги чемпионата России по хоккею, был признан лучшим игроком в составе ХК «Липецк» и одновременно стал лучшим снайпером команды. По окончании сезона вернулся в московское Динамо.
В 2000 выбран под 81-м номером на драфте НХЛ клубом «Тампа-Бэй Лайтнинг», за которую отыграл сезон 2000/01.
В сезоне 2004/05 и 2005/06 выиграл Хоккейный Евротур.
В КХЛ выступал: в сезоне 2008/09 — за нижегородское «Торпедо», в сезоне 2009/10 — за новосибирскую «Сибирь». С 2010 года выступает за клуб ВХЛ «Рубин» из Тюмени.
Перед Олимпийскими играми 2006 года вступил в «Единую Россию».
С 31 января 2012 игрок ХК «Сокол» (Киев). По окончании сезона 2011/2012 завершил карьеру.